# Chaotica
Chaotica – amerykański zespół rockowy założony w 1997 roku przez Danny’ego Chaotica, który pisze, wykonuje, produkuje i nagrywa większość piosenek grupy. Stworzona w Fort Wayne w stanie Indiana aktualnie jest zlokalizowana w Phoenix w stanie Arizona. Początkowo grupa oferowała wysokoenergetyczną muzykę będącą kombinacją elementów techno, dance, alternatywnego rocka oraz heavy metalu i industrial metalu, z czasem jednak postanowiła pozostać przy tym ostatnim.

## Muzycy

### Aktualny skład
- Danny Chaotic – wokal, gitara, klawisze (od 1997)
- Gary Toth – gitara (od 1997)
- Ratprick – gitara basowa (od 1997)
- Jeff-X – perkusja (od 1997)

## Dyskografia
- 1999 Turbocharger
- 2001 Where Was God? (EP)
- 2001 gODHEAD: Eleanor Rigby Remixed (EP)
- 2002 Offset Impact
- 2006 Prison of Decay
- 2007 Unstable (EP)
- 2008 When She Falls (EP)